# X.500
X.500 – zbiór standardów sieciowych pokrywających usługi katalogowe. X.500 zostało stworzone przez ITU-T (wcześniej CCITT). Usługi katalogowe zostały stworzone w celu wsparcia wymagań X.400. ISO było partnerem w tworzeniu standardów oraz włączeniu ich do zestawów protokołów OSI w ramach rodziny ISO/IEC 9594.
Nazwa X.500 odnosi się również do charakterystycznej notacji nazw wyróżniających (DN – Distinguished Name) spotykanych w X.509 i LDAP.

## Lista standardów X.500
Standardy zdefiniowane w rodzinie X.500:
| Numer ITU-T | Numer ISO       | Tytuł                                                                        |
| ----------- | --------------- | ---------------------------------------------------------------------------- |
| X.500       | ISO/IEC 9594-1  | The Directory: Overview of concepts, models and services                     |
| X.501       | ISO/IEC 9594-2  | The Directory: Models                                                        |
| X.509       | ISO/IEC 9594-8  | The Directory: Public-key and attribute certificate frameworks               |
| X.511       | ISO/IEC 9594-3  | The Directory: Abstract service definition                                   |
| X.518       | ISO/IEC 9594-4  | The Directory: Procedures for distributed operation                          |
| X.519       | ISO/IEC 9594-5  | The Directory: Protocol specifications                                       |
| X.520       | ISO/IEC 9594-6  | The Directory: Selected attribute types                                      |
| X.521       | ISO/IEC 9594-7  | The Directory: Selected object classes                                       |
| X.525       | ISO/IEC 9594-9  | The Directory: Replication                                                   |
| X.530       | ISO/IEC 9594-10 | The Directory: Use of systems management for administration of the Directory |

Protokoły zdefiniowane przez X.500:
- DAP (Directory Access Protocol)
- DSP (Directory System Protocol)
- DISP (Directory Information Shadowing Protocol)
- DOP (Directory Operational Bindings Management Protocol)